# Čestný štít protektorátu Čechy a Morava s orlicí sv. Václava

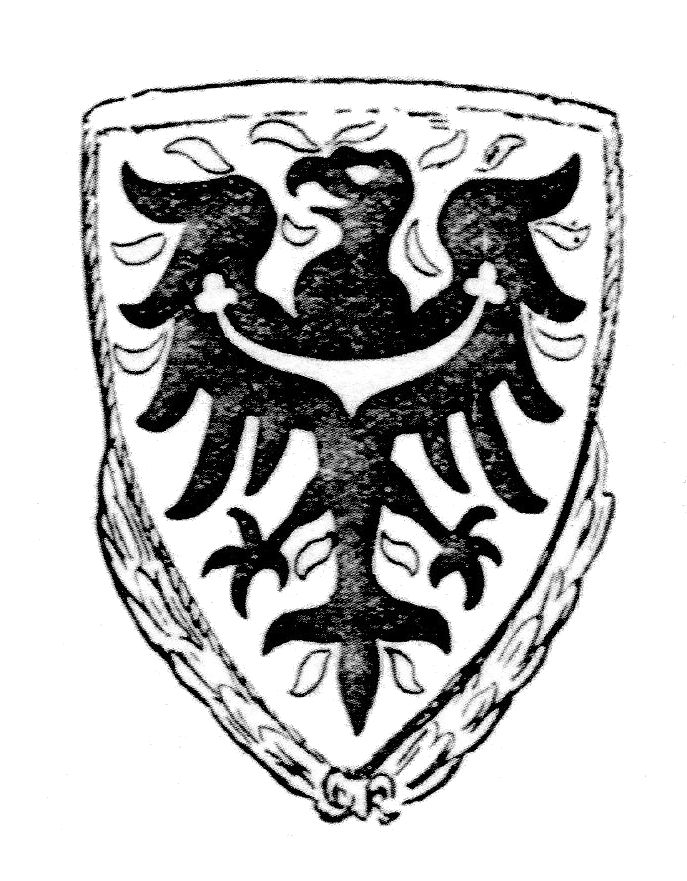
Vyznamenání III. a II. stupně

Čestný štít Protektorátu Čechy a Morava s orlicí sv. Václava (německy Ehrenschild des Protektorats Böhmen und Mähren mit dem Herzog-Wenzel-Adler), krátce zvaný „Svatováclavská orlice“ bylo jediné vyznamenání Protektorátu Čechy a Morava, založené 4. června 1944, tedy v den druhého výročí smrti Reinharda Heydricha, a založil jej německý státní ministr pro Čechy a Moravu Karl Hermann Frank.
Heydrich sám v roce 1942 zřízení samostatného protektorátního vyznamenání odmítal, protože řády a vyznamenání jsou atributy samostatného státu. Nicméně rok před koncem války, kdy Německo prohrávalo válku, bylo nutné povzbudit upadající morálku kolaborantů a proto bylo zřízeno uvedené vyznamenání. V názvu nacisté použili jméno knížete sv. Václava, kterého vydávali za „věrného leníka Německé říše“. Podobně použili i plamennou orlici, která byla původním znakem Přemyslovců, a legendárně se připisovala již sv. Václavu a je jeho symbolem.
Autorem výtvarného zpracování byl Max Švabinský.  
Vyznamenání mělo tři stupně:
I.  „Čestný štít“ – stříbrný štít, bylo uděleno asi 800 kusů.
II. „Čestný štít ve stříbře“ – stříbrný štít se stříbrným věncem, bylo uděleno asi 100 kusů
III. „Čestný štít ve zlatě“ – stříbrný štít se zlatým věncem, bylo uděleno asi 30 kusů,
Poprvé vyznamenání uděloval K. H. Frank osobně 17. června 1944 nejvyšším protektorátním představitelům, jako byl předseda protektorátní vlády Jaroslav Krejčí, podruhé ho již udělovali jeho spolupracovníci 13. července 1944 v den narozenin protektorátního prezidenta Emila Háchy, potřetí 28. září 1944 na svátek sv. Václava a 21. října 1944 vyznamenal 88 pracovníků Kuratoria pro výchovu mládeže. Na přelomu 1944 a 1945 bylo rozděleno ještě několik stovek vyznamenání prostřednictvím okresních a zemských úřadů, většinou za nepolitické záležitosti typu umělecké činnosti, zemědělské dodávky a dobré výsledky v průmyslu. 
Mezi vyznamenané patřili například Vlasta Burian, Václav Talich, Otakar Vávra a Robert Rychtrmoc. Když se jednou Arnošt Lustig ptal Otakara Vávry, proč přijal toto vyznamenání, odpověděl mu: „To jsem si myslel, že jste chytřejší, pane Lustigu. Kdybych Svatováclavskou orlici nepřijal, do večera jsem skončil v Kobylisích na popravišti.“